# فرنچی (فیلم)
فرنچی (به انگلیسی: Frenchy) با نام سابق عشق کامل (به انگلیسی: Full Love) (که قبلاً با نام‌های عشق کامل، راه عقاب و سربازها نیز شناخته می‌شد) یک فیلم اکشن، درام و عاشقانه (منتشر نشده) تولید سال ۲۰۰۸ به نویسندگی، تهیه‌کنندگی، تدوین و کارگردانی ژان-کلود ون دام که در نقش فرنچی نیز بازی می‌کند. در این فیلم دو فرزند او، کریستوفر فن وارنبرگ و بیانکا بری نیز به عنوان بازیگر حضور دارند. این فیلم به دلایلی نامعلوم هنوز منتشر نشده است.
فیلم داستان سرباز کهنه‌کار جنگ و مزدور سابقی ینام فرنچی، که اکنون در شرق آسیا پنهان شده و به عنوان راننده تاکسی کار می‌کند. یک روز، در روزی که به نظر معمولی می‌آمد، زندگی فرنچی با ورود دختری زیبا به نام سوفیا به عنوان مسافر او، به طرز چشمگیری تغییر می‌کند و …

## داستان
فرنچی (ون دام)، یک سرباز سابق ارتش ایالات متحده که توسط گذشته‌اش تسخیر شده است، راه خود را به تاریک‌ترین گوشه جنوب شرق آسیا می‌یابد که به عنوان یک راننده تاکسی معمولی کار می‌کند. وقتی فکر کرد بالاخره از گذشته‌اش فرار کرده است، مسافری زیبا و در عین حال آشفته به نام سوفیا (کلادیو باسولس) را در تاکسی خود سوار می‌کند. فرنچی با توجه به همین حقیقت که خاطرات تاریک از دوران کودکی اوست، این رویداد اوج درونز را به عنوان علامتی برای انجام آخرین مأموریت تصور می‌کند: مأموریت خودش. او مصمم می‌شود تا زندگی سوفیا را «بهبود» ببخشد، امیدوار است با تمام آنچه که دارد بتواند «رستگاری» ناآگاهانه‌ای را که او سزاوار آن است به ارمغان بیاورد. فرنچی بدون تأیید او، مأموریتی را آغاز می‌کند که نشان می‌دهد خطرناک‌تر و پیچیده‌تر از آن چیزی است که او انتظار داشت. پس از برخورد با یک سری موانع دلخراش، او از تنها دوستانی که در طول خدمتش در ارتش ایالات متحده تشکیل داده بود، درخواست کمک می‌کند و هر کدام بدون تردید بلافاصله دست خود را برای آخرین مأموریت دوستشان دراز می‌کنند. تیم نظامی او درگیر بزرگ‌ترین جنگ زندگی خود می‌شود، یک جنگ جهنمی تمام عیار.

## انتشار فیلم
این فیلم اولین بار با عنوان قبلی راه عقاب در طی یک نمایش توزیع کننده ویژه در جشنواره فیلم کن ۲۰۱۰ نمایش داده شد تا یک شرکت پخش برای اکران احتمالی در سینما پیدا کند، اما موفقیتی نداشت. به همین دلیل، در سال ۲۰۱۲، بخش‌هایی از فیلم مجدداً تصویربرداری شد و صحنه‌هایی به آن اضافه شد و نام فیلم به سربازها تغییر یافت. دو سال پس از آن، قطعه جدیدی از فیلم با تغییر عنوان به عشق کامل، در یک نمایش توزیع کننده ویژه در جشنواره بین‌المللی فیلم شانگهای ۲۰۱۴ به نمایش درآمد. در سال ۲۰۱۸، ژان کلود ون دام دوباره در جشنواره فیلم کن شرکت کرد و برای سومین بار تلاش کرد که توزیع کننده اکران سینمایی پیدا کند. در سال ۲۰۲۰، فیلم دوباره تدوین شد و به فرنچی تغییر نام داد و در جستجوی یک توزیع کننده بود. در سال ۲۰۲۲ فیلم تحت عنوان راه عقاب (انگلیسی: The Eagle Path) در جستجوی توزیع کننده بود، که ناکام ماند. تا سال ۲۰۲۵، به هر شکلی این فیلم منتشر نشده است.

## تولید
- تصویربرداری اصلی فیلم در تابستان ۲۰۰۸ با بودجه ۵ میلیون دلاری در تایلند فیلمبرداری شد. پس از اکران ویژه ناموفق در جشنواره کن، که در سال ۲۰۱۰ به منظور یافتن توزیع کننده‌ای برای اکران احتمالی سینمایی سازماندهی شد، فیلمبرداری‌های اضافی در سال ۲۰۱۲ در صوفیه، بلغارستان انجام شد، و یک فیلمبرداری اضافی دیگر برای بالا بردن کیفیت فیلم در سال ۲۰۲۰ داشت.
- این فیلم تا به حال چهار بار نام گذاری شده: ۱. عشق کامل ۲. راه عقاب ۳. سربازها ۴. فرنچی.
- بعد از فیلم هدف نهایی (۱۹۹۶) این دومین فیلمی است که ژان کلود ون دام در آن کارگردان فیلم می‌باشد.

## بازیگران
- ژان کلود ون دم - فرنچی
- کلادیو باسولس - سوفیا
- جان کولتون - لوتر بنکس
- جوسف کنون - بابی جکسون
- چالز سنت. مایکل - وینی اسکنتینو
- آدام کارست - سولی
- کارل رین - کل
- بیانکا بری - بنکس
- کریستوف فن وارنبرگ - اورن
- هری تیلور - کودکی فرنچی